# 菲尔·基奥汉
菲尔·基奥汉（英語：Phil Keoghan，1967年5月31日—）生于新西兰基督城，美国电视主持人，现居洛杉矶，以真人秀节目《极速前进》美国版的主持人而为人所熟知。2009年获第61届艾美奖最佳真人秀主持人奖提名。

## 生平

### 早年生活
菲尔出生于新西兰基督城以南的小镇林肯，他童年的相当一部分在安提瓜島和加拿大度过，高中在新西兰圣安德鲁中学就读。

### 职业生涯
菲尔19岁时还是一名默默无闻的电视摄影，他参加了新西兰儿童节目 Spot On 的试镜，并被成功选上，他的电视职业生涯由此开端。在新西兰国内参与了一系列节目的制作后，他决定出国发展。在加入《极速前进》节目组之前，他曾是另一部美国著名真人秀节目《幸存者》主持人的候选人，但后来基于国籍因素并未被录取。2009年凭借在极速前进中的优异表现，获第61届艾美奖最佳真人秀主持人奖提名，但最终输给《幸存者》主持杰夫·普罗斯特。

### 家庭生活
菲尔现在和他的妻女生活在洛杉矶，而菲尔的父亲，约翰·基奥汉是一位研究栖息地保护的农业学家。他曾在《极速前进13》中作为新西兰一站的中途站欢迎人与菲尔一同出现。

## 作品
自19岁入行以来，菲尔已经主持超过1000个节目，在世界70多个国家主持节目或担任编剧、摄像等职。
以下列出他参与的部分作品：
- Spot On 主持
- 极速前进 （2001年至今） 主持
- 早间秀 外景记者
- 菲尔·基奥汉的疯狂冒险 联合创作人
- 冒险任务（Adventure Quest） 主持
- 基奥汉英雄榜 联合创作人
- 2003年世界小姐 （2003年） 主持
- 別浪費機會 （2004年） 主持
- CBS星期天早晨 （2008年） 新闻投稿人
- 百万美元密码 （2008年） 特邀嘉宾